# はやかわともこ
はやかわ ともこは、日本の漫画家。女性。血液型はAB型。代表作の『ヤマトナデシコ七変化♡』が2006年にアニメ化、2010年にはテレビドラマとして放送された。

## 来歴
1991年、『LEARN TO ME』が、第1回BF新人まんが大賞佳作を受賞し、デビュー。2000年から2015年まで代表作『ヤマトナデシコ七変化♡』を『別冊フレンド』で連載し、2006年にテレビアニメ化・2010年にテレビドラマ化された。

## 作品リスト

### 書籍

#### 講談社コミックス別冊フレンド
- ゾクゾクしちゃうの（1995年、全1巻）
- 理想の顔を持つ男（1996年、全1巻）
- モテたくないの（1997年、全1巻）
- 王様のタマゴ（1997年、全1巻）
- キレイな男の子（1999年、全1巻）
- ヤマトナデシコ七変化♡（2000年 - 2015年、全36巻）
- 電撃ラブ・マシーン（2001年、全1巻）
- REAL FACE（2014年、全1巻）

#### 小学館 フラワーコミックスα
- キラキラ♡ドロップ（2017年、全1巻）
- 青春ピース（2019年 - 2020年、全3巻）
- 全力他力本願（「姉プチ」デジタル限定シリーズ、2021年1月号 - 2021年12月号、全1巻[5]）

### その他

#### 講談社コミックス別冊フレンド アンソロジー
「」内がはやかわともこの作品。
- もっとHに愛されたい!（2001年）「艶っぽいボーイ」[脚注 1]
- キレイになれるH（2002年）「しちゃおっ!」
- BF ラブ・コレクション 泣きたいほど好きな人。（2007年）「キケンな彼女」
- 原色ツンデレ男子。　秘密のカレシ（2010年）「ヤマトナデシコ七変化♡～華麗なる絆～」[脚注 2]
- 萌えろ☆S系制服男子!（2011年）「ヤマトナデシコ七変化♡～理科室の中心で、愛をさけぶ～」[脚注 3]

### 読み切り（単行本未収録）
- 君は私の太陽だ（小学館「姉プチデジタル」2020年9月号 デジタル限定読みきり）
- 迷子の仔猫ちゃん（小学館「姉プチデジタル」2020年11月号 デジタル限定読みきり）

### イラスト
- 小説 加藤実秋「トゥモロウトゥデイ」（1998年、講談社X文庫ティーンズハート）
- CDジャケット ニューロティカ「別冊ニューロティカ」（2010年）[6][7]
- 舞台ビジュアル 「ZERO 公安警察特殊部隊『霧組』」（2019年）[8]